# Smerinthus tokyonis
Smerinthus tokyonis är en fjärilsart som beskrevs av Matsumura 1921. Smerinthus tokyonis ingår i släktet Smerinthus och familjen svärmare. Inga underarter finns listade i Catalogue of Life.